# Dicranosepsis distincta
Dicranosepsis distincta är en tvåvingeart som beskrevs av Iwasa och Tewari 1991. Dicranosepsis distincta ingår i släktet Dicranosepsis och familjen svängflugor. Inga underarter finns listade i Catalogue of Life.